# Кучуры
Кучуры — поселок Сенгилеевского района в составе Силикатненского городского поселения. 

## География
Находится на расстоянии примерно 23 километров по прямой на запад от районного центра города Сенгилей.

## История
Здешние места были известны ещё до основания посёлка. Так в 1868 году местный камень использовался на строительстве Карамзинского сквера на котором была укреплена металлическая кованная решетка, а в 1913 году фирма «Тами и Дейч-ман» выиграла торги на строительство Императорского моста через Волгу под Симбирском, на строительства опор был использован местный песчаник. Разработки велись в карьерах «Кучурный» близ с. Артюшкино и «Мокрая поляна», восточнее с. Солдатская Ташла. Для подвоза добываемого камня к пристани Криушинского затона была построена узкоколейка «Смородино — Криуши», а затем на баржах камень переправляли в Симбирск. Фирма использовала камень не только для строящегося железнодорожного моста, но и поставляла его для мощения городских улиц. Также местный камень-песчаник использовался для устройства цоколей симбирских церквей и других зданий. 
К концу 1930-х годам к ташлинскому карьеру от Ульяновска была проложена ж/д дорога, которая в 1942 году соединилась с Волжской рокадой.
В 1939 году ташлинский камень был использован при строительстве памятника В. И. Ленину, а в  1953-55 годах его использовали при строительстве свияжского моста.
В 1942 году, около посёлка, на ж/д линии Волжской рокады была открыта станция «Кучуры» (ныне п. Станция Кучуры). Посёлок же был основан в 1943-45 годах в связи со строительством кирпичного завода.

## Население
Население составляло 125 человек по переписи 2010 года.